# Kazuki Kozuka
Kazuki Kozuka (小塚 和季, Kozuka Kazuki), né le 2 août 1994, est un footballeur japonais.

## Biographie
Kozuka commence sa carrière professionnelle en 2013 avec le club du Albirex Niigata, club de J1 League. En juillet 2014, il est prêté au Renofa Yamaguchi FC. En 2016, il retourne au Albirex Niigata. En 2017, il est prêté au Renofa Yamaguchi FC. En 2018, il est transféré au Ventforet Kofu, club de J2 League. En 2019, il est transféré au Oita Trinita, club de J1 League. En 2021, il est transféré au Kawasaki Frontale.